# Joel Fabiani
Pour les articles homonymes, voir Fabiani.
Joel Fabiani est un acteur américain né le 28 septembre 1936 à Watsonville, en Californie.

## Biographie
Né à Watsonville, en Californie, Joel Fabiani est le plus jeune de trois enfants de la famille. Ses parents ont des origines italiennes, autrichiennes, irlandaises et amérindiennes. La famille ayant beaucoup déménagé, le jeune Joel a fréquenté 17 écoles différentes. 
Après avoir obtenu son diplôme d'études secondaires, il a rejoint l'armée, puis est allé à l'université, où il a obtenu un diplôme en anglais. Il part ensuite à San Fransisco pour étudier à l'Actors Workshop de San Francisco pendant deux ans.

## Filmographie

### Cinéma
- 1977 : Dark Echo
- 1977 : À la recherche de Mister Goodbar (Looking for Mr. Goodbar), de Richard Brooks : Barney
- 1983 : Reuben, Reuben, de Robert Ellis Miller : Docteur Haxby
- 1990 : Tante Julia et le scribouillard (Tune in Tomorrow...), de Jon Amiel : Ted Orson
- 1998 : Snake Eyes, de Brian De Palma : Charles Kirkland

### Télévision
- 1966 : Dark Shadows (série) : Paul Stoddard #1 (1967) (dans les scènes de flashback)
- 1967 : L'Homme de fer : Dr. Schley
- 1969 : Département S : Stewart Sullivan
- 1972 : Particular Men
- 1972 : The Longest Night (en) : Barris
- 1973 : Beg, Borrow, or Steal : Kevin Turner
- 1973 : Les Rues de San Francisco (Série) - Saison 2, épisode 14 (Most feared in the Jungle) : Matthew Starr
- 1974 : Nicky's World : Mr. Block
- 1975 : The Rules of the Game
- 1976 : McNaughton's Daughter  : Dr. Anthony Lanza
- 1976 : One of My Wives Is Missing : Père Kelleher
- 1976 : Brenda Starr : Carlos Vegas
- 1976 : Les Nouvelles filles de Joshua Cabe (The New Daughters of Joshua Cabe) : Matt Cobley
- 1976 : Risko : Allen Burnett
- 1977 : Les Têtes brûlées : Général Right
- 1978 : The President's Mistress (en) : Jim Gilkrest
- 1978 : Columbo : Jeu de mots (How to Dial a Murder) (Série) : Dr. Charles Hunter
- 1978 : Tom and Joann : Tom Hammil
- 1980 : Révolte dans la prison d'Attica (Attica) : Sénateur Gordon Conners
- 1980 : King Crab : Lucian Trumble
- 1978 : Dallas (série) : Alex Ward (1980-1981)
- 1995 : The City (série) : Jared Chase (1996)
- 1999 : La Force du destin (All My Children) (série) : Barry Shire (#2)